# Anni Steuer
Anna „Anni” Steuer, później Ludewig (ur. 12 lutego 1913 w Metzu, zm. koniec lat 90. XX wieku w Mülheim, Niemcy) – niemiecka lekkoatletka, płotkarka, medalistka olimpijska. 
Największym osiągnięciem Steuer był srebrny medal na Igrzyskach Olimpijskich w Berlinie w 1936 w biegu na 80 m przez płotki. Bieg finałowy był bardzo wyrównany i pierwsze cztery zawodniczki uzyskały czas 11,7 s, który stał się rekordem olimpijskim. Złoty medal zdobyła wówczas Włoszka Trebisonda Valla, a o zwycięstwie Steuer nad trzecią Kanadyjską Elizabeth Taylor rozstrzygnął fotofinisz.
W czasie igrzysk w Berlinie mieszkała w Duisburgu, gdzie trenowała w klubie Turn-und Sportverein Duisburg 99. Od 1959 do śmierci pod koniec lat 90. mieszkała w Mülheim.